# Symplocos
Genre
Classification APG III (2009)
Synonymes
Selon Tropicos (12 mars 2022) :
- Cofer Loefl.
- Cordyloblaste Hensch. ex Moritzi
- Lodhra Guillem.
- Palura Miers

Selon GBIF (12 mars 2022) :
- Alstonia Mutis ex L.f., 1782
- Barberina Vell.
- Bobu Adans.
- Bobua DC.
- Carlea C.Presl
- Catonia Vell.
- Chasseloupia Vieill.
- Ciponima Aubl.
- Cofer Loefl.
- Decadia Lour.
- Dicalix Lour.
- Drupatris Lour.
- Eugenioides L. ex Kuntze
- Hopea Garden
- Hopea L.
- Hosea Dennst.
- Hypopogon Turcz.
- Lodhra Guill.
- Mongezia Vell.
- Palura (G.Don) Miers
- Praealstonia Miers
- Protohopea Miers
- Sariava Reinw.
- Scyrtocarpus Miers
- Stemmatosiphum Pohl
- Suringaria Pierre

Symplocos est un genre de plantes à fleursde la famille des Symplocaceae, comprenant environ 200 à 600 espèces néotropicales, et dont l'espèce type est Symplocos martinicensis Jacq.

## Sélection d'espèces
- Symplocos guianensis (Aubl.) Gürke
- Symplocos martinicensis Jacq.
- Symplocos pilosiuscula Brand
- Symplocos theiformis (L.f.) Oken

## Liste d'espèces
Selon GBIF (12 mars 2022) :
Selon World Flora Online (WFO) (12 mars 2022) :
Selon Tropicos (12 mars 2022) (Attention liste brute contenant possiblement des synonymes) :